# Орсантиа
Орсантиа (груз. ორსანტია) — село в Грузии. Входит в состав Зугдидского муниципалитета края Самегрело-Верхняя Сванетия. Расположено на Одишской низменности, на левом берегу реки Ингури, на высоте 15 м над уровня моря.
Расстояние до села Ингири — 10 км, до Зугдиди — 18 км. В селе имеется средняя школа, которую посещают и дети из сёл Пирвели Отобая и Меоре Отобая Гальского района. Основным источником дохода жителей села является сельское хозяйство.

## История
В советское время в селе действовал колхоз имени Гегечкори Зугдидского района. В этом колхозе трудились Герои Социалистического Труда звеньевые Георгий Поликарпович Начкебия и Татьяна Ионовна Хухуа.

## Население
По данным переписи 2014 года в деревне проживало 2052 человека. Большинство населения — грузины (мегрелы). Население края исповедует православие и являются прихожанами Зугдидский и Цаишской епархии Грузинской Православной Церкви.